# Aegilops speltoides
Aegilops speltoides er en enårig græsart med en vækst, som er opret eller først nedliggende og siden opstigende. Hver plante danner en mangestrået tue. 

## Beskrivelse
Stænglerne bærer spredtstillede blade, hvor mundingen på bladskeden har fine, børsteagtige hår. Bladpladerne er linjeformede og helrandede med skællet overside. Begge bladsider er ru og spredt hårede med blågrøn farve. 
Blomstringen sker i april-juni, og blomsterne sidder i en opret klase, der fældes i sin helhed. Hver klase bærer 6-13 småaks, som sidder tæt pakket enkeltvis ind mod stilken. Avnerne er kortere end småakset. Blomsterne er reducerede (som sædvanligt blandt græsser) og tvekønnede. Hver af blomsterne i småakset har en stak på 2-12 cm længde. Frøene modner i august-september. Arten bestøves af vinden, men kan også danne spiredygtige frø ved selvbestøvning.
Rodnettet er kraftigt, men trævlet. Arten er salttolerant og kulderesistent. 

Højde x bredde og årlig tilvækst: 0,75 x 0,25 m (75 x 25 cm/år) Disse mål kan fx bruges til beregning af planteafstande, når arten anvendes som kulturplante.

## Voksested
Arten er udbredt i Mellemøsten, Iran, Kaukasus og Sydøsteuropa. Den foretrækker tørre og svagt sure græsområder i fuld sol, men den findes også i lysåbne egeskove, på klippefyldte, kalkrige skråninger, i brakmarker og ved vejkanter. Den er tilpasset vinterregn, sådan at jorden er fugtig frem til blomstringen, men tør under modningsprocessen. 
På halvøen Alyki, som ligger på sydøstsiden af Thasos findes arten voksende sammen med bl.a. almindelig ildtorn, almindelig merian, bredbladet timian, flyvehavre, håret flitteraks, kornridderspore, kyskhedstræ, lægesalvie, mørk kongelys, sortfyr, sortkommen, steneg og ædelkortlæbe.

## Betydning
Den moderne Brød-Hvede beskrives ofte med genomerne BAD, og her har Aegilops speltoides bidraget med genomet B. Den har altså været en yderst vigtig del af det krydsningskompleks, som skabte Brød-Hvede..
Se også den glimrende oversigt over hvede/gedeøje-krydsningerne her: Åse Hansen: Oprindelige hvedearter Arkiveret 29. juli 2007 hos  Wayback Machine